# Guilliers
Guilliers település Franciaországban, Morbihan megyében. Lakosainak száma 1352 fő (2022. január 1.). Guilliers Évriguet, Saint-Brieuc-de-Mauron, Mauron, Néant-sur-Yvel, Loyat, Saint-Malo-des-Trois-Fontaines, Mohon és Ménéac községekkel határos.

## Népesség
A település népességének változása:
| Lakosok száma | 1509 | 1213 | 1207 | 1287 | 1396 | 1342 | 1313 | 1305 | 1301 | 1352 |
|               | 1968 | 1982 | 1990 | 2006 | 2013 | 2015 | 2017 | 2019 | 2020 | 2022 |